# ABBA The Museum
ABBA The Museum, også kendt som Abbamuseet, er et privatejet museum om den svenske musikgruppe ABBA i kvarteret Konsthallen på Djurgården i Stockholm. Museet ligger i Kungliga nationalstadsparken.
Bygningen, der for størstedelens vedkommende er optaget af Backstage Hotel, blev tegnet af Johan Celsing og åbnede i foråret 2013. Indtil 2017 husede det desuden museet for musikinitiativet Swedish Music Hall of Fame.

## Historie
Projektet blev startet i 2006 af Ewa Wigenheim og Ulf Westman. Planen var først at åbne et museum i Stora Tullhuset på Stadsgården i 2009 (det nuværende museum Fotografiska). Udstillingen blev i stedet først vist på en turné under nye ejere, efter at Wigenheim og Westman havde forladt projektet. Det nye projektnavn blev Abbaworld, der havde premiere i London i januar 2010. Udstillingen kom senere til Melbourne og Sydney i Australien og videre til Ungarn og Tjekkiet, inden den endte permanent i Stockholm.
Museet åbnede i Stockholm 7. maj 2013. Seksten måneder senere havde en halv million besøgt museet.

### Bygningen
Byggeansøgningen til at opføre en permanent bygning på pladsen for den tidligere sommerrestaurant Lindgården blev indgivet af Parks & Resorts Scandinavia, der også driver forlystelsesparken Gröna Lund. Planen var til at begynde med, at museet skulle bygges sammen med nye attraktioner på den plads, der nu er Gröna Lunds parkeringsplads.
En tidligere lokalplan blev gennemgået af länsstyrelsen, der anførte i sin beslutning, at det var af "særskilt betydning at en ny bygning harmonerer med helhedsmiljøet, for ellers risikeres at eksisterende kulturhistorisk værdifuldt miljø kan blive skadet". En senere lokalplan, der indebar at den planlagte bygning mindskede i omfang, trådte i kraft i november 2011. Ejerne af den i stedet for den oprindeligt valgte grund var siden 2007 ejendomsselskabet Arcona, der også blev initiativtager til og bygherre for det nye hus.
Bygningen, der skulle blive stedet for et nyt hotel med cirka 50 værelser og "mulighed for at indrette lokaler til kulturformål", påbegyndtes i foråret 2012 efter tegninger fra Johan Celsing Arkitektkontor. Melody Hotel (nu Backstage Hotel) åbnede i april 2013 og museet 7. maj 2013. Bygningen har en L-formet grundplan og står syd for Liljevalchs konsthall. Nærheden til kunsthallen fra 1916 (tegnet af arkitekten Carl Bergsten) stillede ekstra høje krav til udformningen.
Bygningen har tre etager over jorden samt en tagetage. Hver etage er noget tilbagetrukken i forhold til de underliggende, hvilket giver bygningen en karakteristisk struktur. Facadebeklædningen består af malet massiv- og limtræ, der indrammer langsgående terrasser og glaspartier. Taget blev udført fladt og beklædt med sedumvækster. Adgangen til museet sker over gården fra Djurgårdsvägen. Museet disponerer over den indre del af stueetagen og kælderetagen, mens hotellet udnytter de øvrige tager. Husets bruttoareal er cirka 5.500 m².

## Attraktioner og udstillinger
ABBA-medlemmet Björn Ulvaeus var aktivt engageret i udvalg, sammensætning og præsentation af udstillingsgenstande, og alle fire medlemmer af gruppen har bidraget med genstande til udstillingerne. Med en audioguide kan de besøgende lytte til medlemmernes beretninger og minder fra karrieren. Manuskriptet til lydguiden er skrevet specielt af Catherine Johnson, manuskriptforfatteren til musicalfilmen Mamma Mia. Samtlige ABBA-medlemmer har desuden mulighed for at ringe til en rød telefon i museet for at tale med besøgende.
Museet viser rekonstruerede miljøer knyttet til gruppen. I miljøerne vises originale genstande fra gruppens karriere, og interaktive indslag giver besøgende mulighed for for eksempel selv at prøve at optræde på scenen med gruppen, synge i studio eller svare på en quiz. Alle resultater kan hentes via en stregkode på entrebilletten. Blandt de rekonstruerede miljøer findes Polar Studios, hvor ABBA indspillede sange fra 1978. Der står et klaver, der er forbundet med et klaver i Benny Anderssons nuværende studio. Når Andersson spiller i sit studio, begynder museets klaver også at spille. Desuden vises der miljøer fra svenske folkeparker, sangskriverhytten Viggsö og Stikkan Andersons kontor i Stockholm.
I tilslutning museet er der en museumsbutik og en restaurant, som tilhører hotellet.